# Национальные центры экологической информации США
Национальные центры экологической информации США (англ. National Centers for Environmental Information (NCEI)) — крупнейший в мире активный архив экологических данных. Создан в 2015 году в результате слияния Национального центра климатических данных (NCDC), Национального центра геофизических данных (NGDC) и Национального центра океанографических данных (NODC). Штаб-квартира организации находится в Ашвилле, штат Северная Каролина. По состоянию на 11 января 2018 года директором была Мэри Вольгемут.

## Создание организации
Создание NCEI было обосновано резким увеличением спроса на экологические данные и информацию. Для удовлетворения этого спроса три существующих центра обработки данных были объединены в соответствии с законом Consolidated and Further Continuing Appropriations Act 2015 года (Public Law 113-235):
1. Национальный центр климатических данных[англ.] (NCDC)
2. Национальный центр геофизических данных[англ.] (NGDC)
3. Национальный центр океанографических данных[англ.] (NODC), включая Национальный центр развития прибрежных данных (NCDDC).

Национальные центры экологической информации США (NCEI) были созданы 22 апреля 2015 года. Ожидалось, что объединение займёт некоторое время, и не затронет ни один из существующих продуктов и услуг. Существующие URL-адреса, ссылки и доменные имена для центров обработки данных останутся доступными. Будет разработан план консолидации доменов, также будут анонсированы любые изменения и будут созданы соответствующие перенаправления.

## Архивные данные

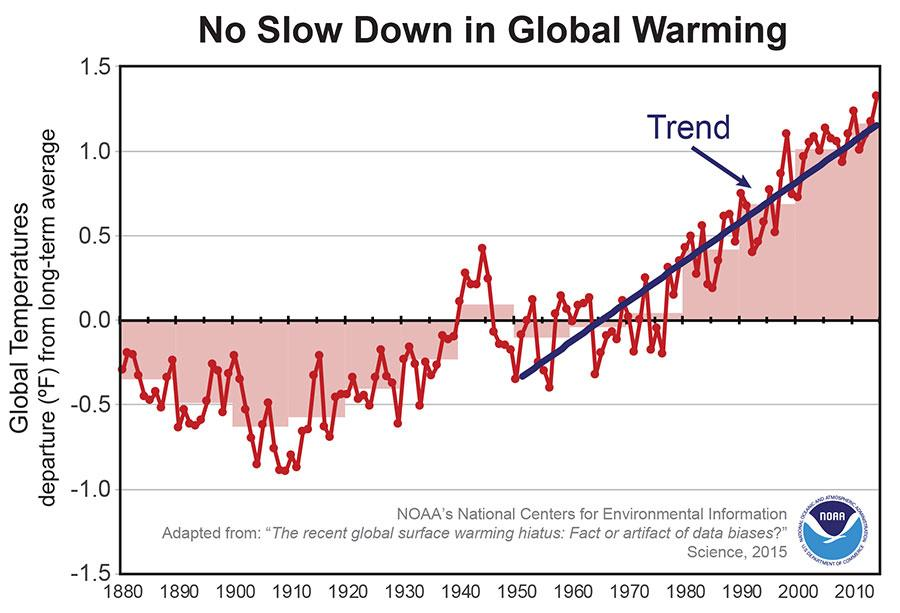
График глобального потепления из исследования NCEI

NCEI размещает и обеспечивает доступ к более чем 20 петабайтам комплексных цифровых данных об атмосфере, прибрежных зонах, океанических и геофизических данных. Среди этих данных есть информация о глубине океана, данные о поверхности Солнца, записи об осадочных породах и спутниковые снимки в реальном времени.

## Программа региональных климатических центров

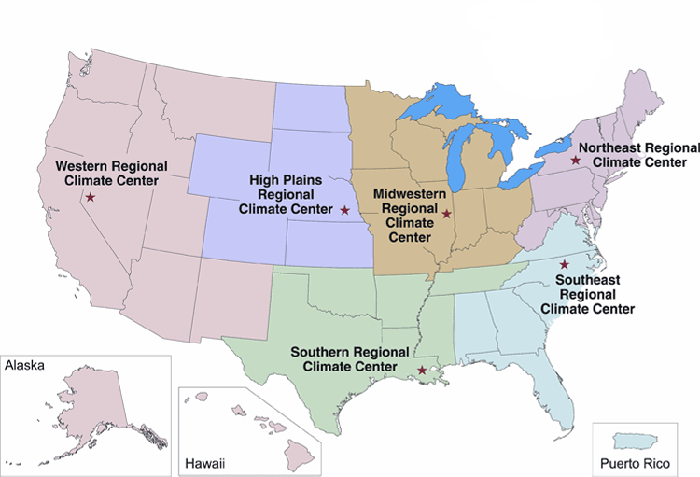
Карта региональных климатических центров NCEI и их области покрытия

NCEI финансирует шесть региональных климатических центров в Соединенных Штатах, предназначенных для предоставления улучшенных услуг разным секторам экономики в пределах охваченных регионов. Отдельные климатические центры разрабатывают свои собственные инструменты и услуги для оказания помощи партнерам и лицам, принимающим решения. По состоянию на конец апреля 2019 года существовало шесть региональных климатических центров:
- Региональный климатический центр High Plains;
- Региональный климатический центр Среднего Запада;
- Северо-восточный региональный климатический центр;
- Юго-восточный региональный климатический центр;
- Южный региональный климатический центр;
- Западный региональный климатический центр[англ.]